# Hydrophilomyces digitatus
Hydrophilomyces digitatus är en svampart som tillhör divisionen sporsäcksvampar, och som beskrevs av François Picard. Hydrophilomyces digitatus ingår i släktet Hydrophilomyces, och familjen Laboulbeniaceae. Arten är reproducerande i Sverige.